# Iglesia de los Santos Justo y Pastor (Olleros de Pisuerga)
La iglesia de los Santos Justo y Pastor es un eremitorio rupestre situado en la localidad y pedanía de Olleros de Pisuerga en el municipio de Aguilar de Campoo en la provincia de Palencia (España).

## Exterior

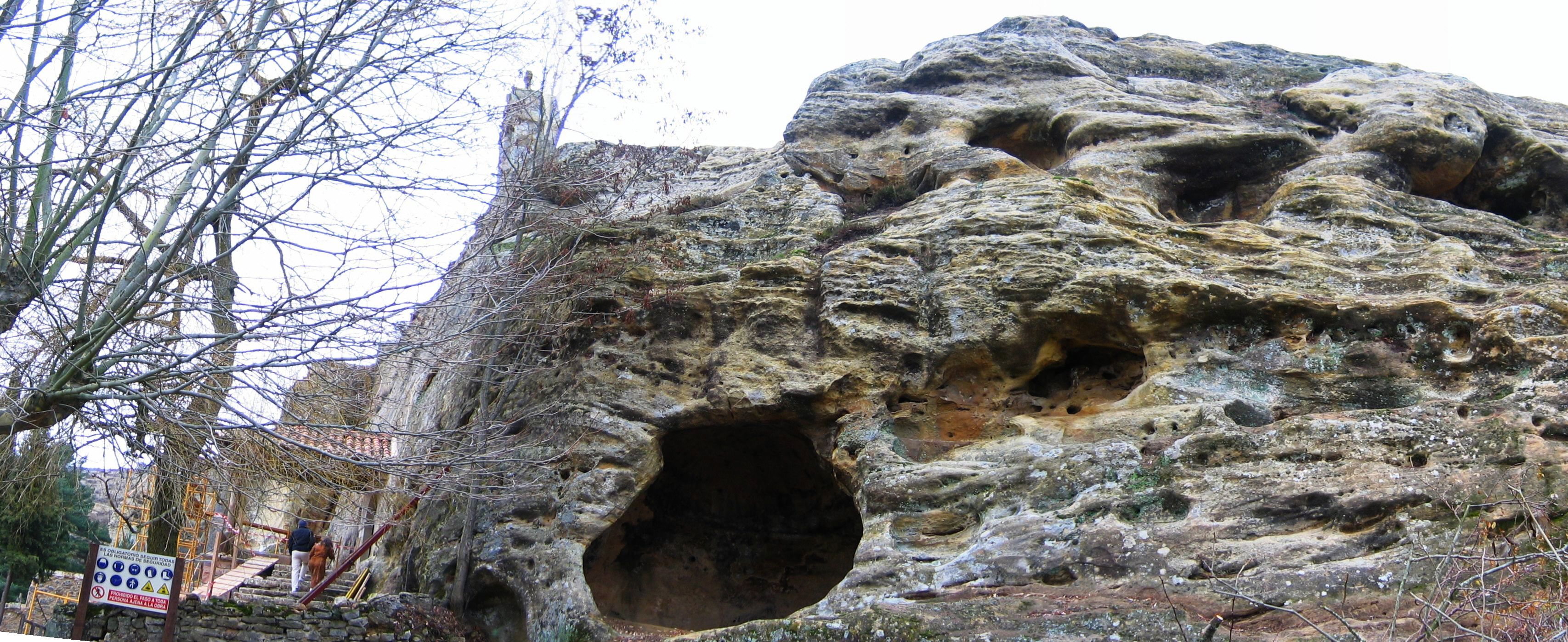
Exterior del conjunto eremítico de Olleros de Pisuerga, considerado uno de los más importantes de toda España

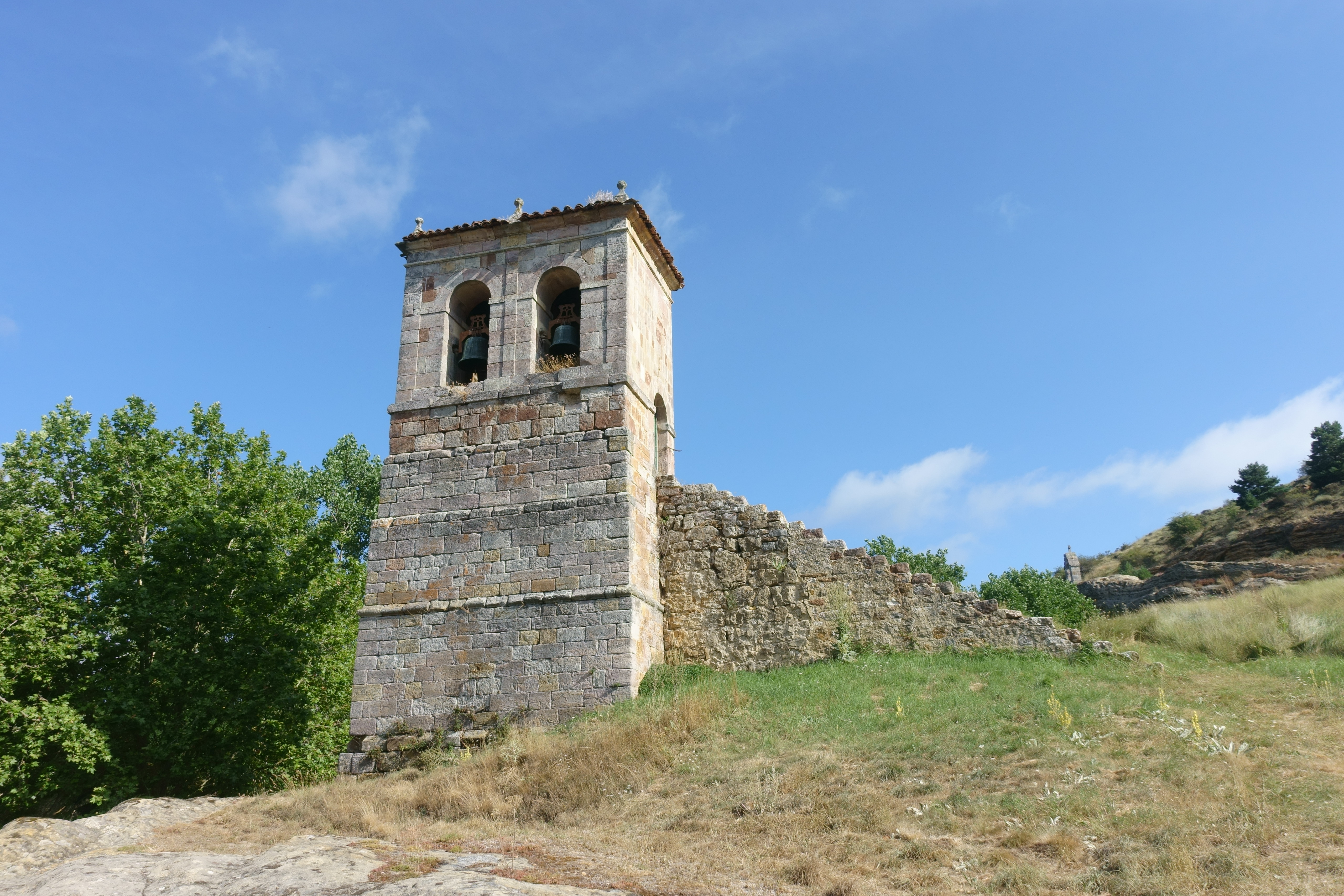
Campanario

Alejada unos metros del núcleo urbano, se encuentra la iglesia de los Santos Justo y Pastor, relevante ejemplo de arquitectura rupestre del valle del Pisuerga, excavada en un promontorio de naturaleza arenisca. Asociada a la iglesia, se encuentra la necrópolis rupestre, con sepulturas antropomórficas y de bañera, trapezoidales y ovaladas, así como una especie de cuevas o habitáculos también excavados en roca, posiblemente prerrománicos y con un carácter sagrado en origen. Exenta y desplazada unos metros al sur, se localiza la torre - campanario. La iglesia, presenta una orientación norte-sur un tanto atípica, consecuencia de la propia disposición de la lancha de piedra en la que está excavada la cueva. Una rampa de reciente construcción, nos conduce directamente al atrio de la iglesia, desde él se accede al pórtico de forma cúbica, con columnas toscanas en los vértices rematadas en capiteles donde se apoyan las vigas de madera que componen la cubierta. La portada actual realizada con sillares de arenisca adosados a la piedra presenta arco de medio punto con dovelas radiales y escudo en la clave. Por encima, separado mediante moldura emblema con los símbolos de la pasión, flanqueado por dos adornos con forma de punta de flecha. Rematando el conjunto, hay una pequeña espadaña de factura moderna con una sola abertura para albergar una campana.

## Interior

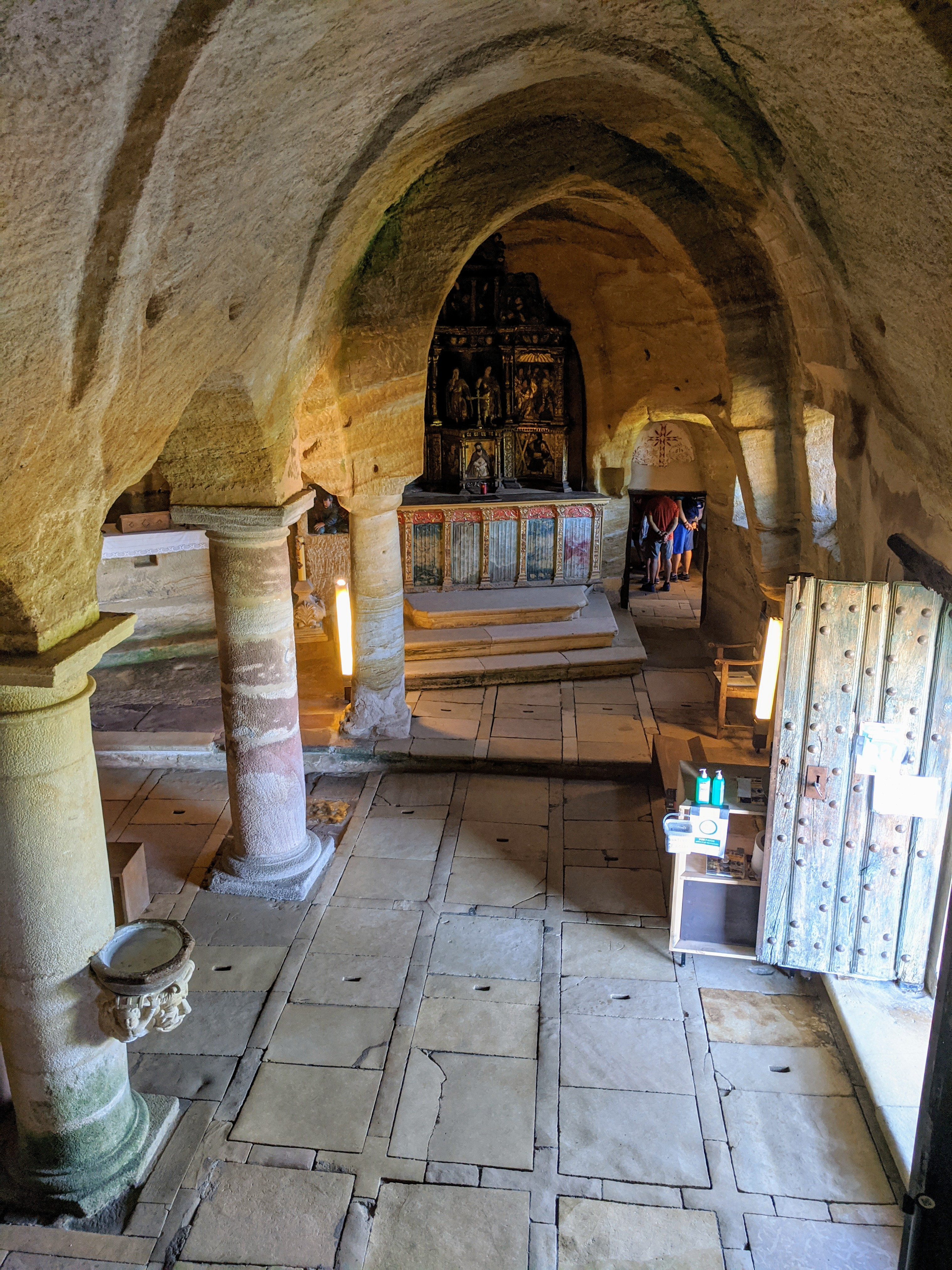
Vista interior

La iluminación del interior de la iglesia se resuelve mediante diversos vanos abiertos en la pared frontal. El interior de la iglesia, imitando la estructura y volúmenes típicos de una iglesia románica exenta, presenta dos naves, acabadas en ábsides semicirculares coronados con bóvedas de horno y con la cubierta tallada en forma de bóvedas de cañón apuntado simulando ser sujetadas por arcos fajones, también tallados en la roca natural. Cuatro soportes dividen las naves, se trata de un pilar a los pies labrado directamente en la roca y tres columnas, dos de ellas toscanas e insertadas en épocas posteriores y la tercera situada junto a la cabecera retallada en la propia piedra a partir de un pilar cruciforme que debió existir en época románica. A los pies de la iglesia, se sitúa un sencillo coro de madera. La iglesia conserva restos de pintura mural, detrás del retablo tras la hornacina central, en un arcosolio ubicado en el muro del Evangelio, donde aparecen unas representaciones geométricas esquemáticas junto al sol y la luna en tonos azules de época renacentista y sobre la puerta de entrada a la sacristía, con la representación de una cruz latina con motivos geométricos romboidales, rodeada de elementos vegetales esquemáticos en tonos rojizos, fechadas en la siglo XVII.

## Bienes muebles

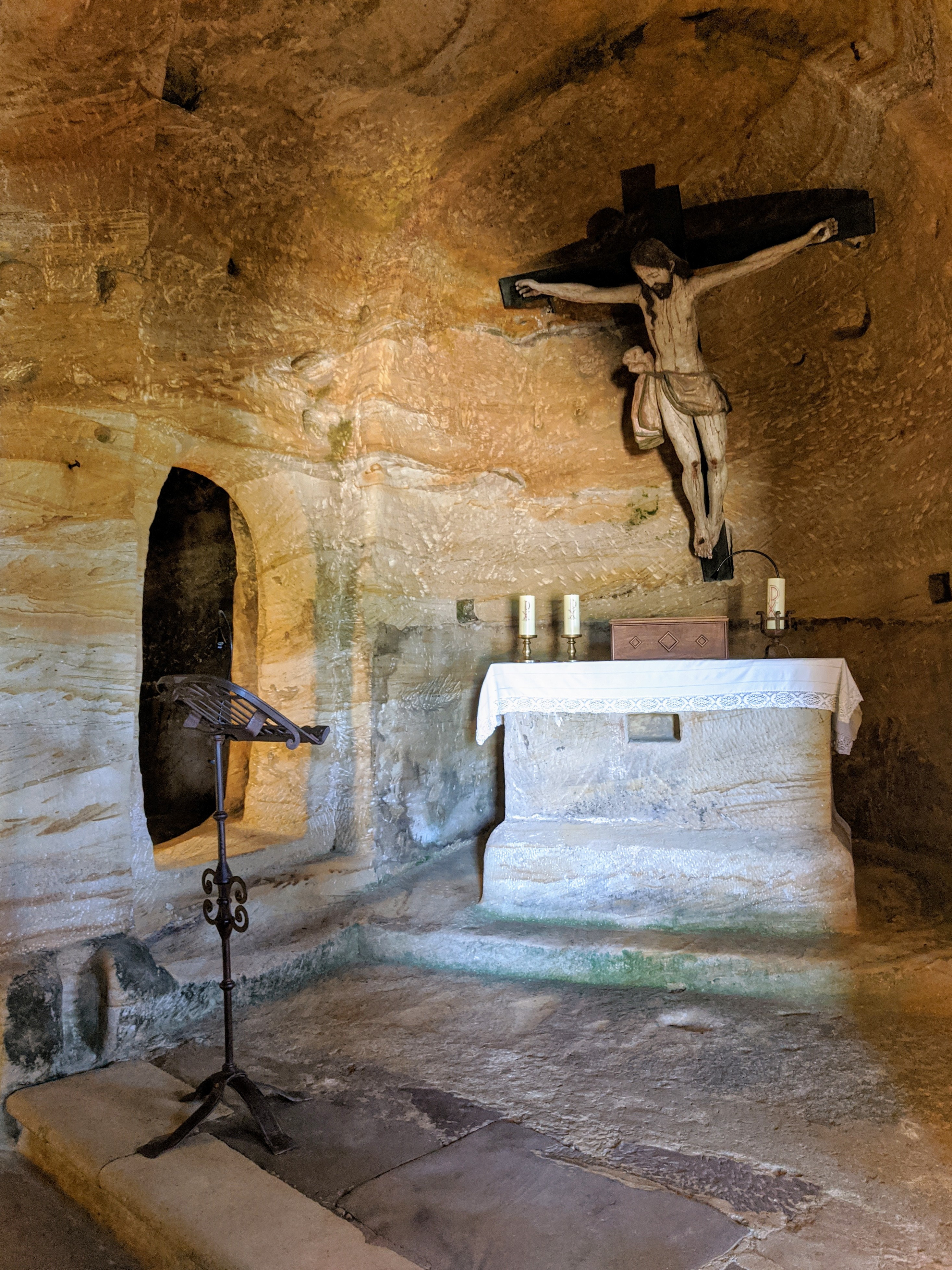
Crucificado

Asimismo, la iglesia alberga un conjunto de bienes, que se incluyen en la presente declaración como bienes muebles, partes integrantes, pertenencias o accesorios, que se relacionan en el expediente, entre los que destacan el retablo plateresco (del siglo XVI), Crucificado del siglo XVII, un Padre Eterno del siglo XVI, así como un púlpito de madera policromada y la pila bautismal de tipo pozo, realizada en un solo bloque de roca arenisca, de copa troncocónica, sin decoración y el fuste cilíndrico, que se eleva sobre base circular.

## La roca

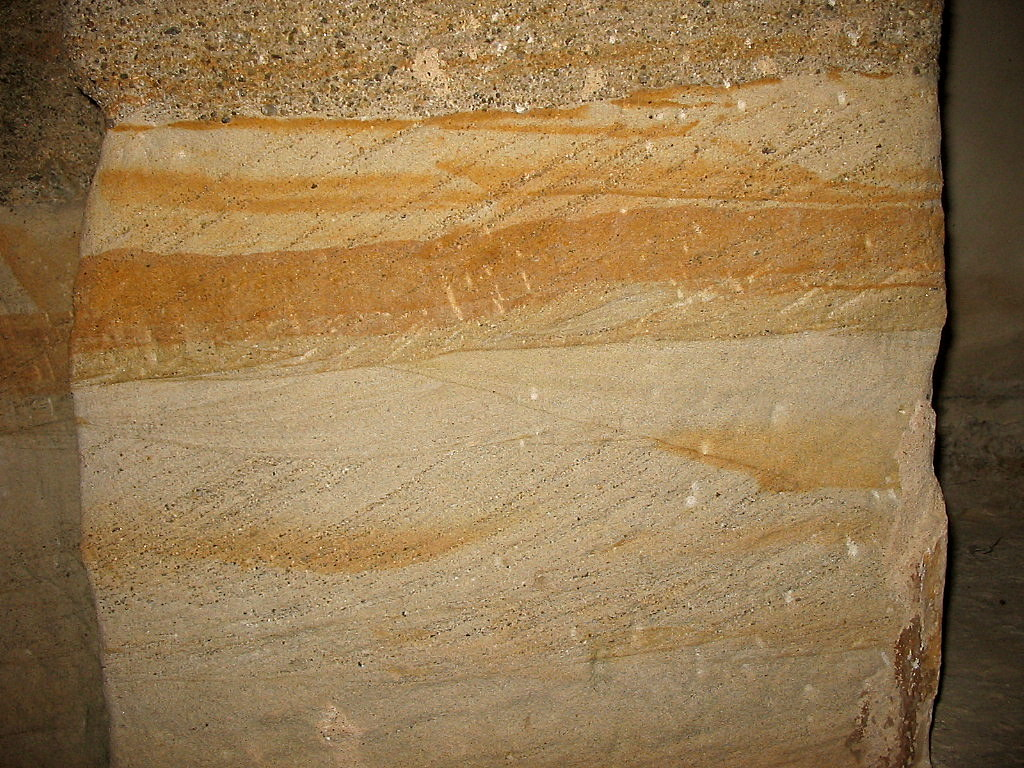
Detalle de la estratificación cruzada y el bandeado de Liesegang en una de las columnas del interior de la iglesia

Las areniscas en las que está excavada la iglesia son de grano medio a muy grueso, de color blanco con estratificación cruzada y bandas de Liesegang superpuestas muy coloridas. Corresponden a facies fluviales de la Formación Arenas de Utrillas, formadas en una fase transgresiva de mediados del Cretácico (Albiense superior - Cenomaniense).